# Buss

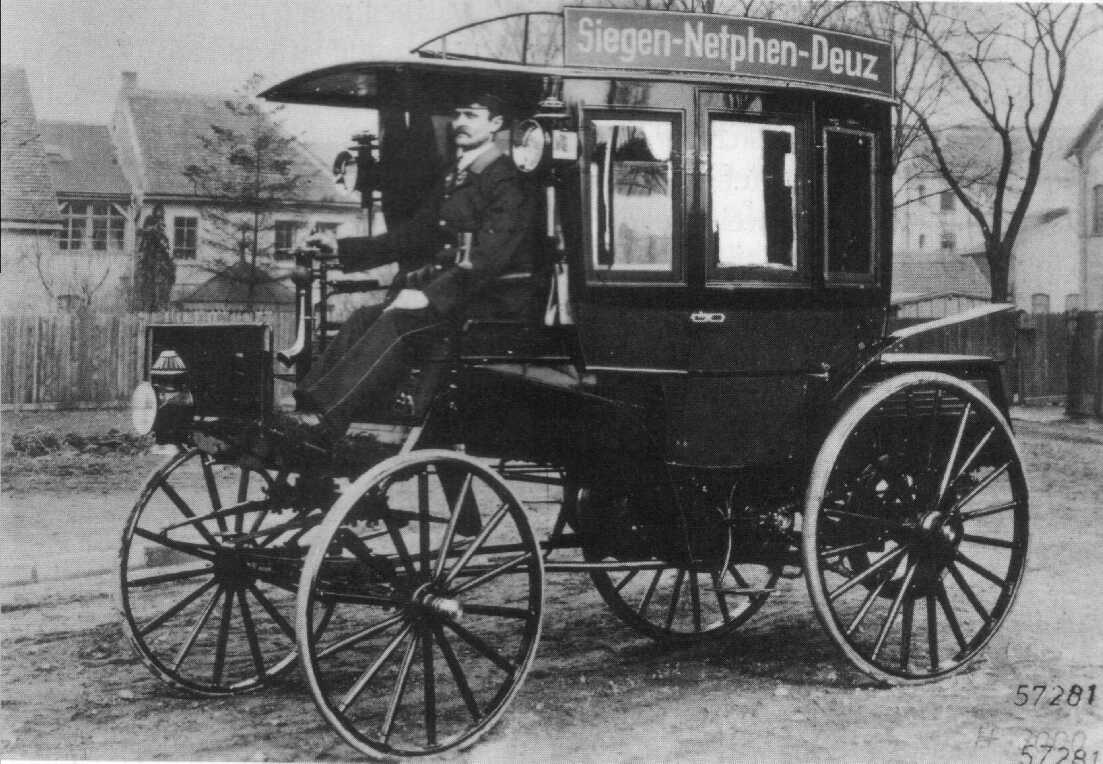
Benz-omnibus, den första bensindrivna omnibusen, på linjen Siegen–Netphen–Deutz, 1896.

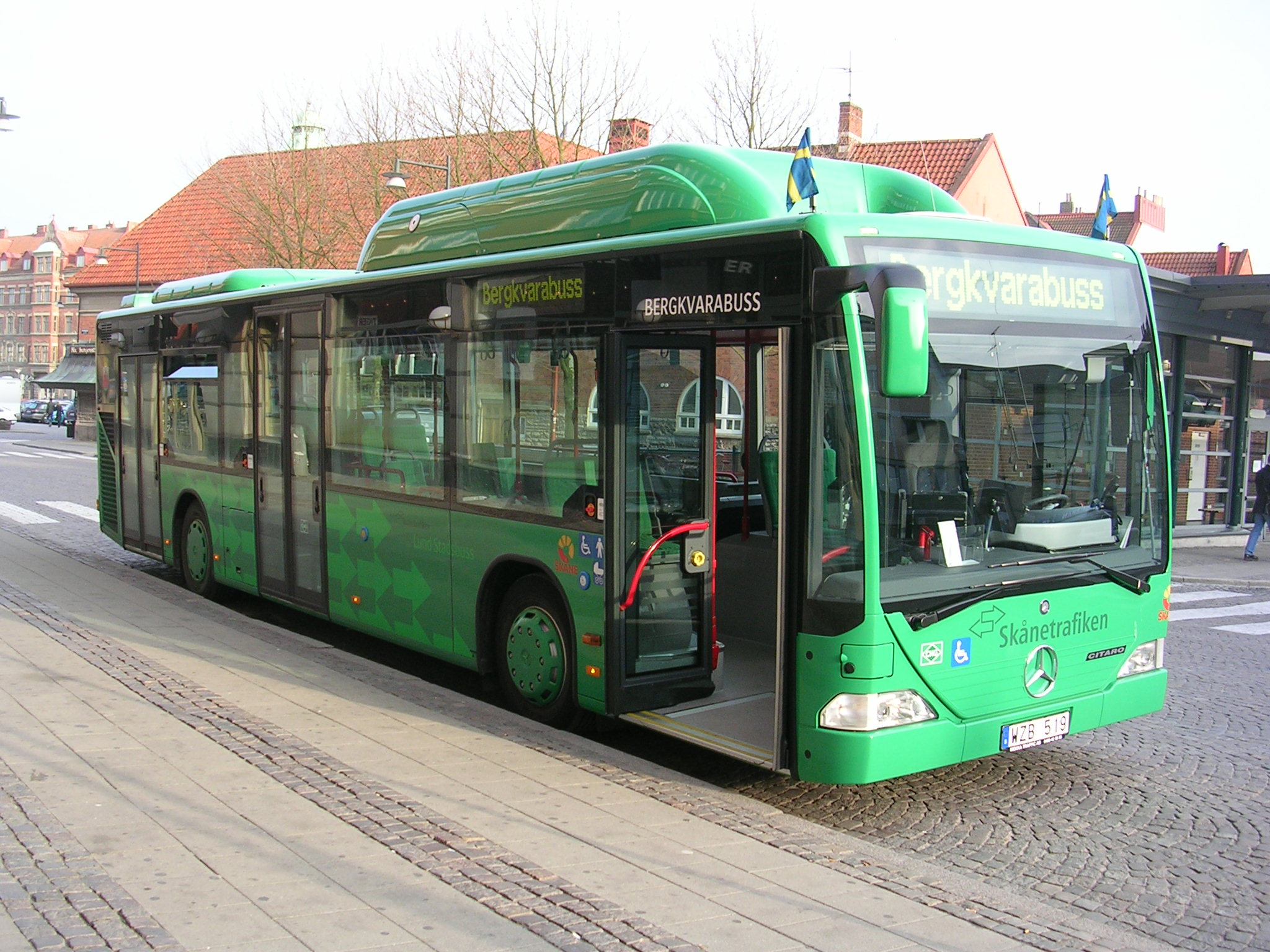
Stadsbuss i Lund av typen Mercedes-Benz Citaro.

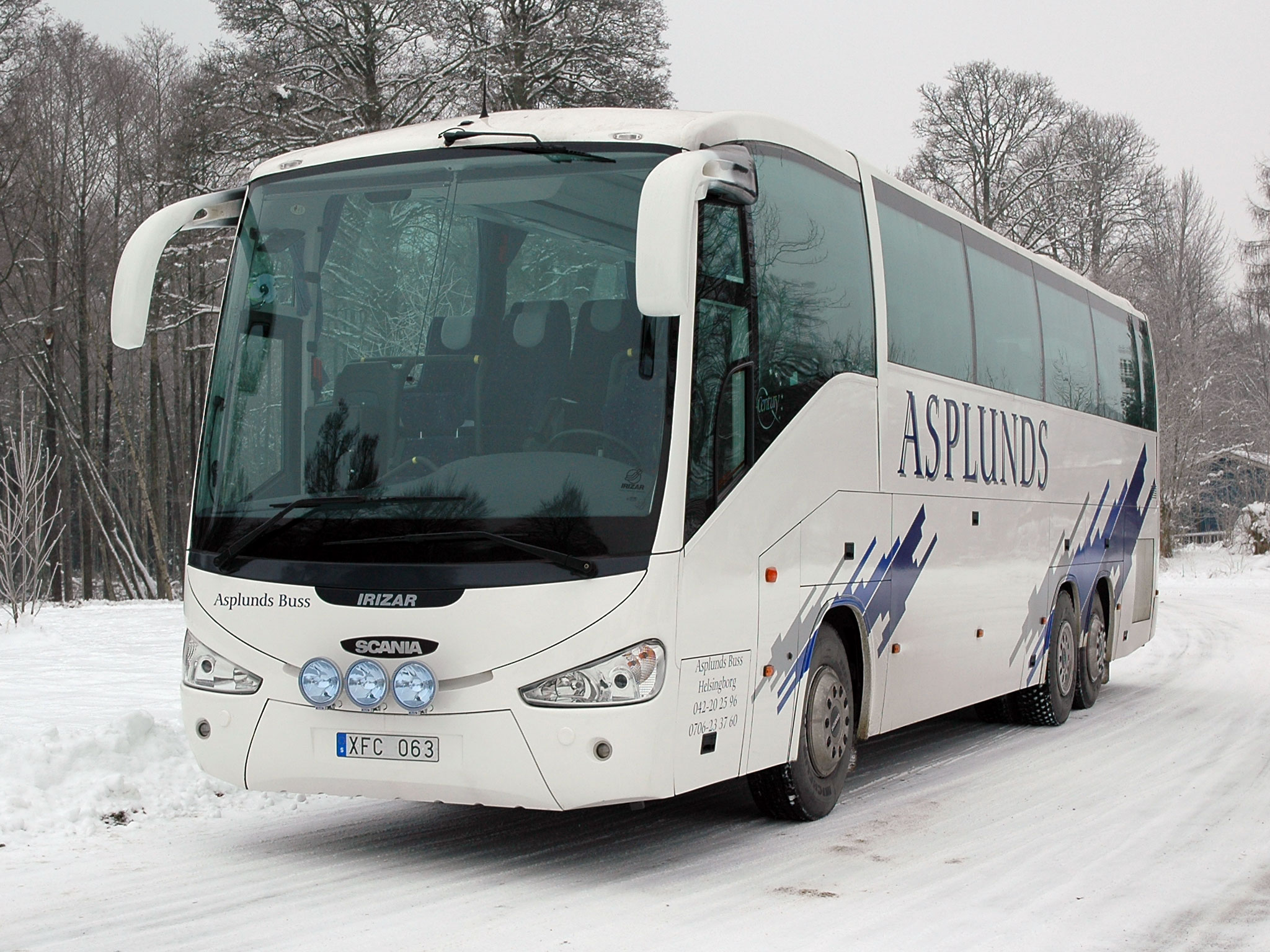
Irizar turistbuss på Scania-chassi.

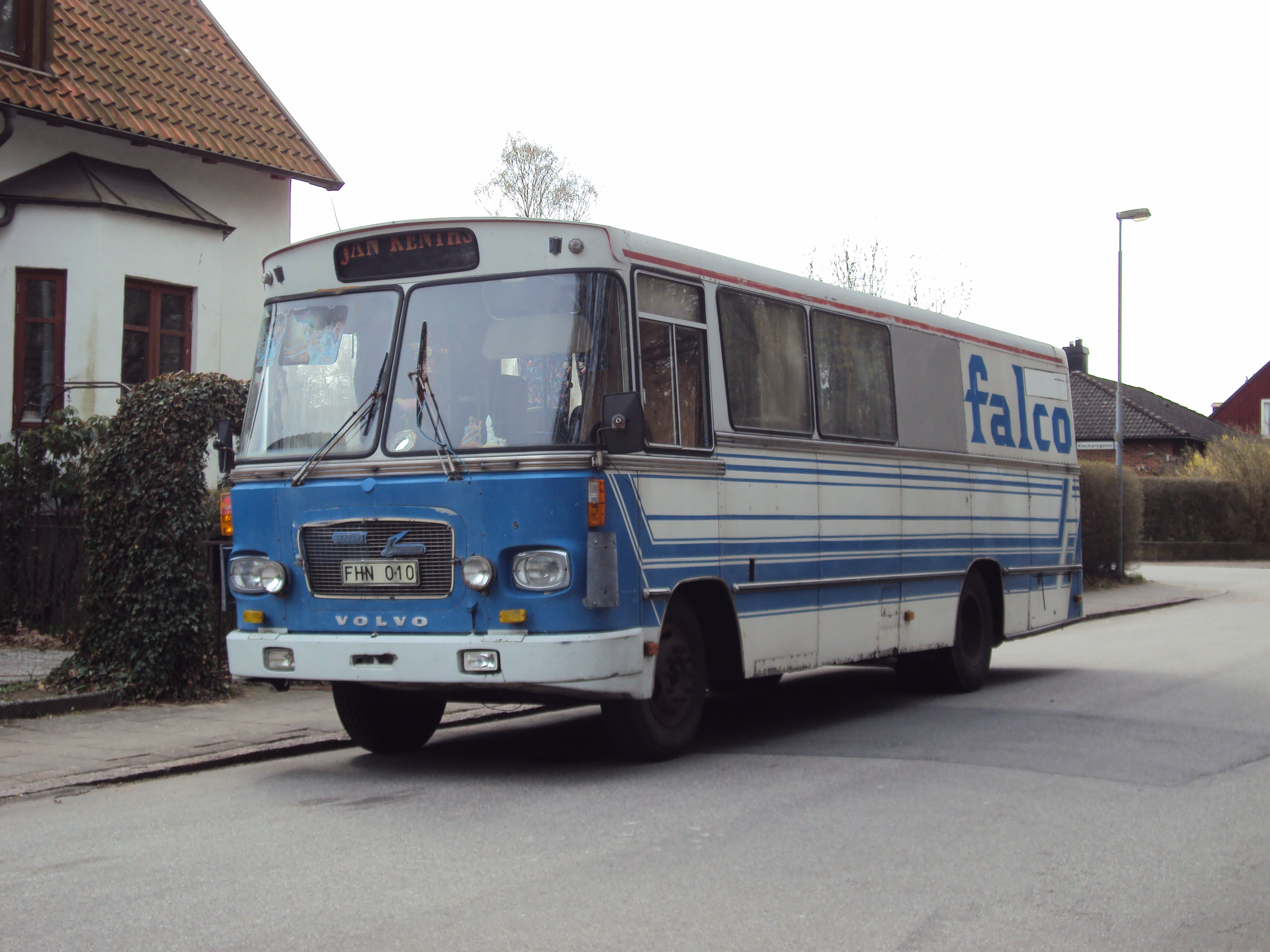
Volvo B54-47T med kaross från H. Höglund & Co från 1968.

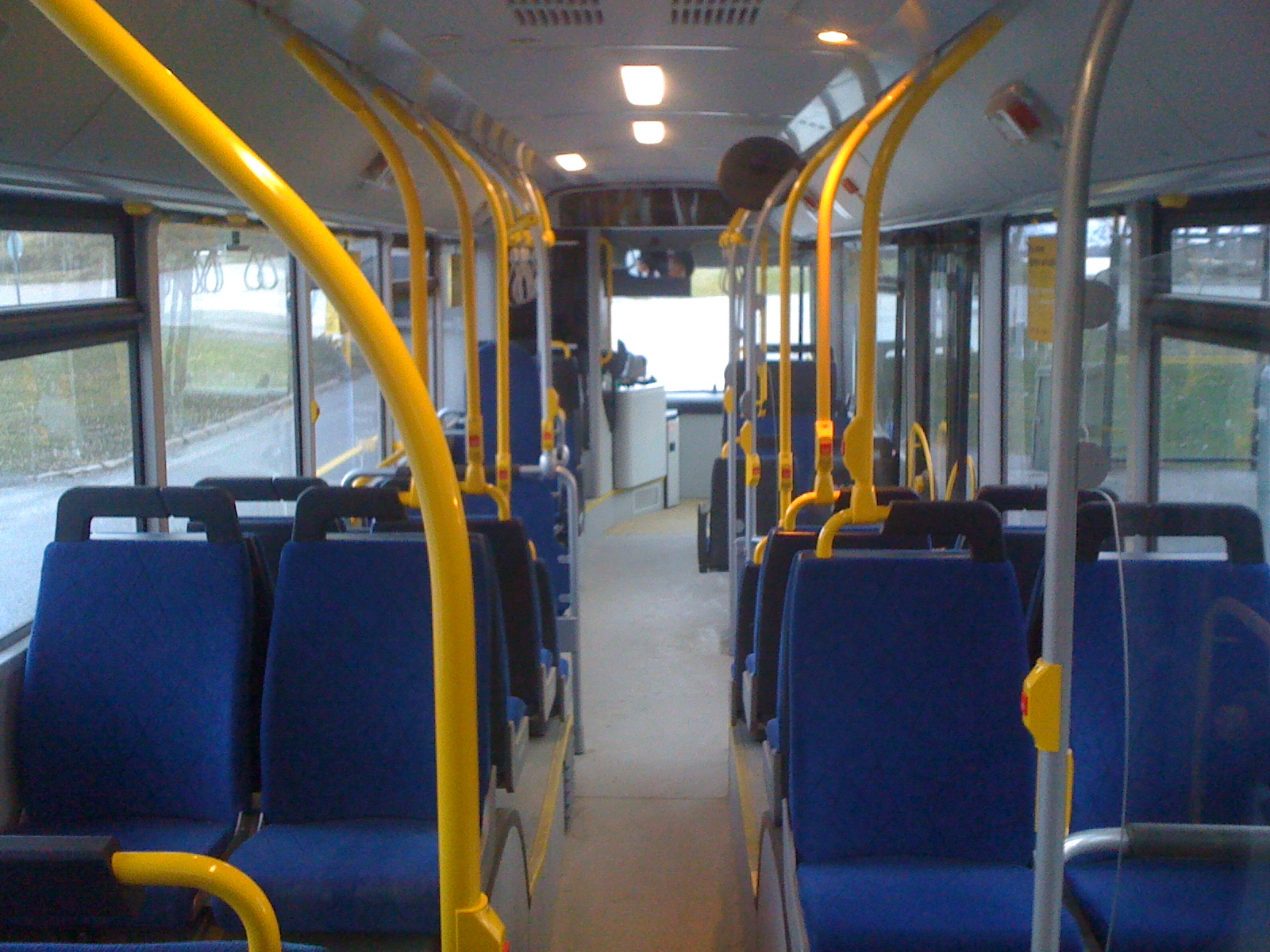
Interiör av MAN Lion's City stadsbuss i Uppsala.

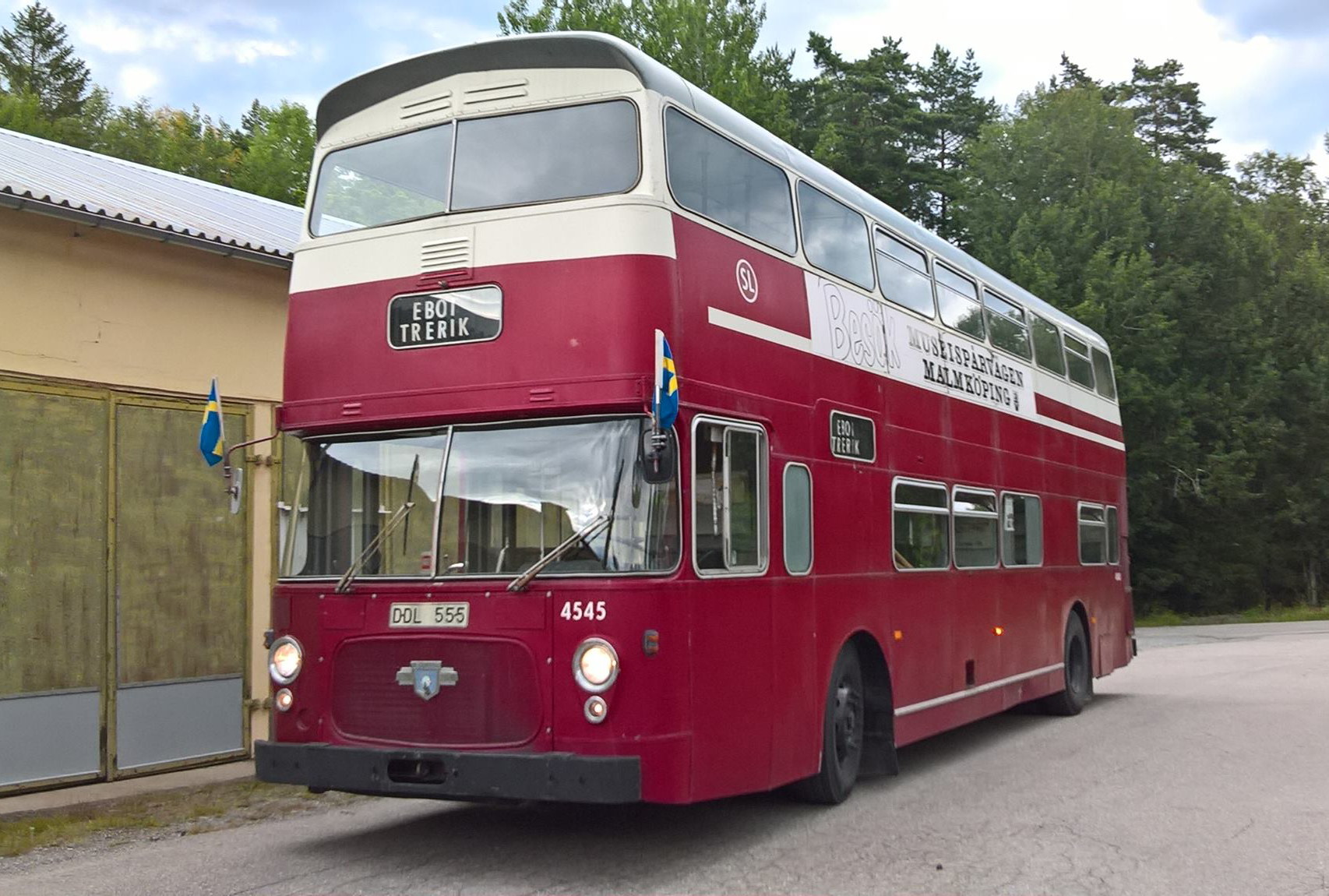
Leyland dubbeldäckare med kaross från Park Royal från 1967, i Malmköping.

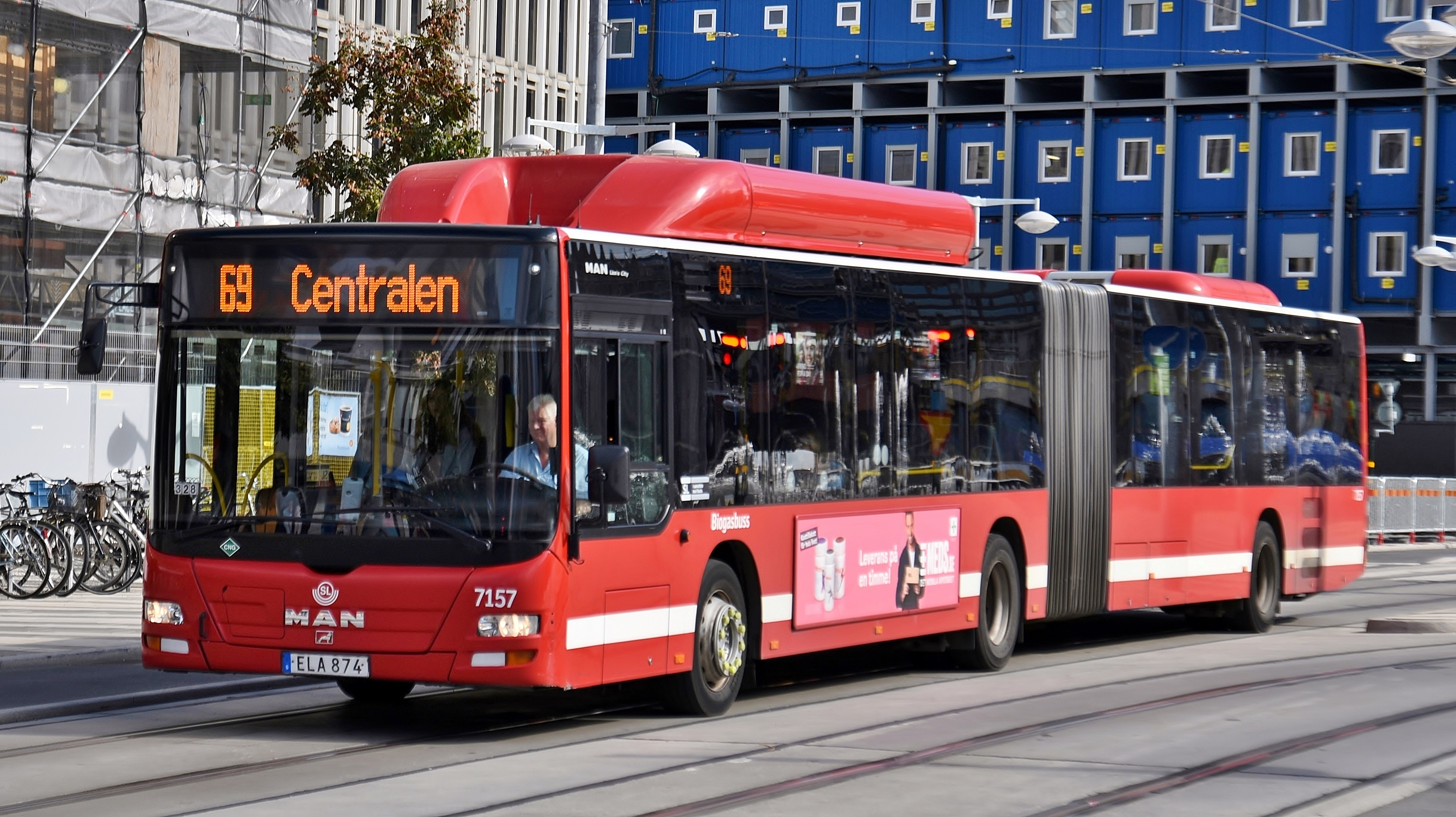
Ledbuss i Stockholm.

En buss, tidigare omnibus, är ett motorfordon som är inrättad huvudsakligen till personbefordran och är försedd med åtta sittplatser utöver förarens. Med omnibus menades från början ett för allmän persontrafik avsett fordon, som inte löpte på räls. Hästomnibus var en tidig form av kollektivtrafik.

## Etymologi
Den vanliga benämningen för buss var i Sverige tidigare omnibus, som kommer från latinets omnibus, [ˈɔmnɪbɵs], i betydelsen "för alla", där ordet är i dativ plural av adjektivet omnis, [ˈɔmnɪs], "alla".

## Typer av bussar
Det finns i lagstiftningen två huvudtyper av bussar: tunga bussar och lätta (mellanstora) bussar. En del språk har helt olika ord för de båda busstyperna. Förutom att fordonstyperna blir mer och mer olika, skiljer sig lagstiftningen vad gäller vilotider för föraren, färdskrivare, stående passagerare, bälteskrav med mera. Kapacitet är antalet sitt- och ståplatser, angivet på panelen bakom föraren, vanligtvis från 30 platser och uppåt. Kapaciteten hos bussar av olika slag skiljer sig också åt. Till exempel omfattar stadstransporter både sittande och stående platser – det finns vanligtvis många av dem. Turistbussen transporterar bara passagerare i sittande läge, så dess kapacitet är lägre.
- Stadsbussar är avsedda för trafik i tätort och har numera i de allra flesta fall lågt golv genom hela bussen. De var från början identiska med landsvägsbussarna; det enda som egentligen skiljde var att de hade tätare utväxling för bästa bränsleeffektivitet i stadskörning.
- Landsvägsbussar är avsedda för linjetrafik mellan orter på avstånd upp till några timmar. De kan vara uppbyggda med trappsteg innanför dörrarna, men på senare år har lågentrébussar eller bussar med ett "helt" golv utan trappsteg blivit allt vanligare.
- Ledbuss, eller dragspelsbuss, är en längre stads- eller landsvägsbuss, som är delad i två eller tre sektioner.
- Dubbeldäckare är bussar med passagerarutrymmen i två våningar.
- Långfärdsbussar eller turistbussar är byggda för långa färder. De har oftast mycket högt golv för att det skall finnas plats för bagageutrymme. De har toalett, god ventilation och bekväma lutningsbara stolar.
- Trådbussar är eldrivna bussar som hämtar strömmen från två kontaktledningar ovanför vägen. De förekommer framförallt i stadstrafik, och finns i Sverige endast i Landskrona, men har tidigare funnits också i Stockholm och Göteborg. Dessa har till skillnad från tåg och spårvagnar två ledningar eftersom elektriciteten inte kan jordas genom däcken.
- Minibussar är för ett fåtal passagerare. Dessa byggs oftast på vanliga skåpbilar. Notera att benämningen "minibuss" är något missvisande enligt definition av fordon. Buss är ett fordon med minst nio passagerare och som kräver körkort för buss.
- Skolbussar är avsedda att skjutsa skolbarn.
- Spårbussar är bussar med horisontella styrhjul som går på särskilda betongbanor.
- Rälsbussar är ett äldre namn på enklare motorvagnar för järnvägstrafik.
- Hästomnibussar var hästdragna  täckta vagnar i reguljär allmän trafik.

Klassificering av bussar gäller hela EU och är som följande:
- Buss klass 1 - Bussar som är inrättade för stadstrafik som inte har bälten och tillåter stående passagerare.
- Buss klass 2 - Bussar som är inrättade för stads-, regional- eller förortstrafik som har bälteskrav men som tillåter stående passagerare.
- Buss klass 3 - Bussar som är inrättade för turist- och beställningstrafik som inte tillåter stående passagerare och som har bälteskrav.
- Buss klass A - Bussar som är konstruerad för högst 22 passagerare, är inrättad för stads- eller förortstrafik som inte har bälteskrav och tillåter stående passagerare.
- Buss klass B - Bussar som är konstruerad för högst 22 passagerare, är inrättad för regional-, skol-, beställnings- och turisttrafik som inte har stående platser och har bälteskrav.

## Historik
Långväga linjetrafik med hästdragna vagnar bedrevs i bland annat Italien, Frankrike, Tyskland och England från 1500-talet. Den utvecklades under 1600-talet till den trafik med diligens-vagnar som pågick i omfattande grad fram till järnvägarna tog över den långväga persontrafiken.
Den första linjetrafiken i städerna var de så kallade "carrosses à cinq sols" ("5-öresvagnarna") som inrättades i Paris 1662, men lades ned i slutet av 1670-talet. I London bedrevs från slutet av 1700-talet en omfattande trafik med diligensvagnar till förorterna, de så kallade "short stages". År 1825 myntades beteckningen "voiture d'omnibus" ("fordon för alla") i Nantes i Frankrike, som blev typbeteckning på täckta vagnar med invändiga långbänkar för cirka 20 passagerare i stadstrafik. Trafik med sådana vagnar startade i Paris 1828 och i London 1829. Från 1850-talet hade omnibusar i storstäder ofta takplatser. Redan på 1830-talet förekom ångdrivna omnibusar i reguljär trafik i London, men det dröjde till slutet av 1890-talet innan motordrivna bussar fick ett tekniskt genombrott, med början i Tyskland. De tidiga motorbussarna hade bensinmotor eller ångmaskin, och från 1920-talet blev dieselmotorer vanliga.
Motorbussarnas genombrott kom åren efter första världskriget, då det fanns ett överskott på lastbilar som kunde anpassas till persontransport. Samtidigt utvecklades nya karosstyper, som kunde utnyttja motorbussarnas större kapacitet. Från 1920-talet avstannade järnvägsbyggandet i många länder. I stället kördes buss och lastbil på sträckor, där man planerat bygga järnväg. Efter andra världskriget konkurrerade landsvägstrafiken ut persontrafiken på många trafiksvaga järnvägslinjer.

## Bussar i Sverige
Enligt den svenska fordonsförordningen definieras en buss som "en bil som är inrättad huvudsakligen för personbefordran och är försedd med fler än åtta sittplatser utöver förarplatsen".
En personbil har normalt fem sittplatser inklusive förare, det vill säga fyra passagerare. I Sverige kallas i folkmun en personbil som är registrerad för fem–åtta passagerare något felaktigt för minibuss. Den räknas dock som en personbil enligt körkortsförordningen, och får köras på personbilskörkort (körkort med B-behörighet). För större bussar och släp krävs i Sverige busskörkort (körkort med D-behörighet, respektive DE-behörighet för buss med tungt släp). 
En långfärdsbuss tar vanligen högst 50 passagerare med bagage. 
Buss är det säkraste färdmedlet på väg. Det är tio gånger säkrare att åka buss än att åka bil.

### Körkort för buss
Det finns från och med 2013 de två olika körkortsklasserna D och D1 för bussar:
- D1 (mellanstor buss) - Buss för max 16 passagerare och max 8 meter lång. Vikter enligt sedvanliga viktregler för alla fordon.
- D (tung buss) – Alla bussar, obegränsat antal passagerare.

Körkort E, tungt släp, krävs när fordonskombinationen överstiger 3 500 kg samtidigt som släpet väger mer än 750 kg:
- D1E (mellanstor buss med tungt släp) – Buss enligt behörighet D1 med tungt släp (över 750 kg)
- DE (tung buss med tungt släp) – Alla bussar med tungt släp.

### Omregistrering
Det har i Sverige en tid varit populärt för privatpersoner att köpa en uttjänad buss och bygga om den till till exempel en orkesterbuss. Den buss som efter ombyggnad och omregistrering har högst åtta passagerare, har förhållandevis stor lastkapacitet samt totalvikt över 3 500 kg, betecknas som lastbil och kräver efter omregistrering körkort för lastbil, C1 (max 7 500 kg totalvikt) eller C (tung lastbil). Det finns emellertid möjlighet att få en buss omregistrerad till personbil klass 2 som kräver körkortsbehörighet B som är godkänt före utgången av 1996 eller körkortsbehörighet C, oavsett vikt. Kravet är att fordonet ska vara inrett som en husbil och ha högst åtta passagerarplatser. 

### Dimensioner
Regler för bussars storlek, beroende på typ och antal axlar:
- D1-bussar får ha en längd av högst 8 meter, oavsett antal axlar.
- En tvåaxlad buss får vara 13,5 meter lång och 2,55 meter bred.
- En treaxlad buss får vara högst 15 meter lång och 2,55 meter bred.
- En treaxlad ledbuss får vara högst 18,75 meter lång och 2,55 meter bred.
- En fyraxlad dubbelledad buss får vara högst 24 meter lång och 2,55 meter bred.[8]

### Svensk historik
Sveriges första linje för hästdragna diligenser gick mellan Stockholm och Uppsala 1722, och de första omnibusvagnarna rullade i Stockholm 1835. Den första motorbussen i trafik i Sverige gick i Stockholm 1899 men trafiken fick läggas ned redan efter 10 dagar på grund av kraftiga protester från allmänheten. Samma år gjordes också ett kort försök i Jämtland. Den första motorbusslinjen som trafikerades under längre tid på svenska landsbygden gick mellan Tanums station och Grebbestad 1911–1915. Linjen finns kvar än idag och kallas Greta (förkortning för GREbbestad-TAnum).
Efter första världskrigets ransoneringar kom en stor expansion av motorbusstrafik igång runt om i Sverige under 1920-talet.

## Tillverkare
Bussar tillverkas ofta som ett chassi (underrede, motor, växellåda, hjulupphängning och bromsar), vilket sedan byggs på av särskilda karosstillverkare med kaross och inredning.

### Tillverkare av chassin och kompletta bussar i urval
- Ashok Leyland
- Autosan
- Büssing
- BYD
- Iveco
- Leyland Motors
- MAN
- Mercedes
- Neoplan
- PAZ
- Renault
- Rigas Autobusu Fabrika
- Setra (också Kässbohrer Setra)
- Solaris
- Solbus
- Scania
- Temsa
- Vanaja
- VDL Groep
- Volvo

### Karosstillverkare i urval
- Ajokki
- Ayats
- Bova
- Carrus
- Delta Plan
- Drögmöller
- Göppel
- Helmark Carosseri
- Hägglund & Söner
- Ikarus
- Irizar
- Jonckheere
- KAvZ
- Kiitokori
- Dansk Automobil Byggeri
- Optare
- Royal Park Vehicles
- Svenska Karosseriverkstäderna AB
- Säffle karosserifabrik
- Industri AB Thor
- Van Hool
- Vest Buss
- Wiima Oy

## Bussoperatörer i Sverige i urval
- Bergkvarabuss
- Busslink
- Byberg & Nordins Busstrafik
- GDG
- Klövsjö-Rätan Trafik
- Nobina
- Orusttrafiken
- Postens diligenstrafik
- Skelleftebuss
- Swebus
- Transdev
- VR Sverige

## Bussoperatörer i Finland i urval
- Koiviston Auto
- Expressbus